# Berryville (Texas)
Berryville es un pueblo ubicado en el condado de Henderson en el estado estadounidense de Texas. En el Censo de 2010 tenía una población de 975 habitantes y una densidad poblacional de 287,59 personas por km².

## Geografía
Berryville se encuentra ubicado en las coordenadas 32°5′21″N 95°28′11″O / 32.08917, -95.46972. Según la Oficina del Censo de los Estados Unidos, Berryville tiene una superficie total de 3.39 km², de la cual 3.39 km² corresponden a tierra firme y (0%) 0 km² es agua.

## Demografía
Según el censo de 2010, había 975 personas residiendo en Berryville. La densidad de población era de 287,59 hab./km². De los 975 habitantes, Berryville estaba compuesto por el 91.18% blancos, el 3.69% eran afroamericanos, el 1.64% eran amerindios, el 0.82% eran asiáticos, el 0% eran isleños del Pacífico, el 0.82% eran de otras razas y el 1.85% pertenecían a dos o más razas. Del total de la población el 3.38% eran hispanos o latinos de cualquier raza.